# La Faim du monde (film, 1957)
Pour le film de Théo Robichet, voir La Faim du monde.
Pour plus de détails, voir Fiche technique et Distribution.
La Faim du monde est un court métrage de Paul Grimault en commande de l'UNESCO.

## Synopsis
L'histoire de l'Humanité et la mauvaise répartition des richesses.

## Fiche technique
- Titre : La Faim du monde
- Réalisation : Paul Grimault
- Scénario : Jacques Prévert et Paul Grimault
- Musique : Henri Crolla
- Durée : 3 minutes et 30 secondes
- Pays :  France
- Société de production : Les Films Paul Grimault
- Sortie : 1957 (ou 1958 ?)

## Production
Il s'agit d'une commande de l'UNESCO pour l'Exposition universelle de 1958.
En 1969, il sera refait et rebaptisé Le Monde en raccourci.